# Mark Clyde
Mark Graham Clyde (* 27. Dezember 1982 in Limavady) ist ein ehemaliger nordirischer Fußballspieler. Der Innenverteidiger bestritt zwischen 2004 und 2005 drei Länderspiele für Nordirland, bevor er sich im Februar 2007 im Alter von nur 24 Jahren nach einer Serie von Verletzungen und einer Arthritisdiagnose aus dem Profisport zurückzog. Mehr als zwei Jahre später startete er ein Comeback auf semiprofessioneller Ebene beim sechstklassigen Klub Worcester City.

## Sportliche Laufbahn
Clyde durchlief die Jugendakademie der Wolverhampton Wanderers und wurde zur Saison 2002/03 in den Profikader befördert. Zu Beginn derselben Spielzeit bestritt er während einer Ein-Monats-Leihe vier Meisterschaftsspiele für den Viertligisten Kidderminster Harriers, bevor er auch in der zweiten Liga zu seinen ersten Einsätzen kam. Dabei setzte sich der junge Innenverteidiger aufgrund seiner abgeklärt wirkenden Spielweise zeitweise sogar gegen den Mannschaftskapitän und Routinier Paul Butler durch und absolvierte 17 Ligaspiele in seiner ersten Profisaison, die am Ende mit dem Aufstieg in die Premier League über die Play-offs gekrönt wurde – die Entscheidung fand jedoch ohne Clyde statt, der an Knieproblemen litt, die später eine Operation erforderlich machten.
In der Erstligasaison 2003/04 bestritt Clyde neun Partien und an deren Ende erhielt er einen neuen Vierjahresvertrag. Im Anschluss an den Abstieg in die Football League Championship stand er in den ersten 13 Partien der Spielzeit 2004/05 in der Formation der „Wolves“. Dazu bestritt der vormalige U-18-, U-20- und U-21-Auswahlspieler am 8. September 2004 in der WM-Qualifikation beim 2:2 gegen Wales sein erstes A-Länderspiel für Nordirland, hatte dann aber Pech, als er sich zunächst während der Oktober-Länderspiele den Knöchel verdrehte und im Februar 2005 seine Knieprobleme zurückkehrten. Er verpasste nach einer notwendigen Operation die gesamte Spielzeit 2005/06 und nach einem kurzen Comeback in den ersten drei Partien der Saison 2006/07 unter dem neuen Trainer Mick McCarthy warfen ihn seine Probleme weiter nachhaltig zurück.
Am 8. Februar 2007 verkündete Clyde nach einem eingehenden Gespräch mit dem Physiotherapeuten und Arzt der Wolverhampton Wanderers infolge seiner andauernden Verletzungsprobleme und einer diagnostizierten Arthritis das Ende seiner Profilaufbahn. In der Folgezeit nahm er einen bürgerlichen Beruf als Landschaftsgärtner auf.
Im Mai 2009 kehrte Clyde auf semiprofessioneller Basis zum Fußballsport zurück und schloss sich dem Sechstligisten Worcester City an, bei dem er in zwei Spielzeiten etwa 50 Pflichtspiele bestritt, bevor er seine aktive Laufbahn 2011 endgültige beendete und bei Bridgnorth Town den Trainerposten übernahm. Nachdem der Klub 2013 Konkurs ging, begleitete Clyde auch beim Nachfolgeverein AFC Bridgnorth den Trainerposten, bevor er von diesem Posten nach insgesamt fünfjähriger Tätigkeit aus familiären Gründen 2016 zurücktrat.